# Johan Blomqvist
Johan Blomqvist (nacido el 6 de marzo de 1973 en Nässjö, Suecia) ha sido el bajista de la banda punk rock Backyard Babies desde 1987.
Johan Blomqvist también tocó como bajista invitado cuando la banda Kent se presentaron en un concierto en Stockholms Stadion en 2003.